# Выра
Вы́ра (фин. Vuiri) — деревня в Гатчинском муниципальном округе Ленинградской области.

## История
Местность в районе Выры была заселена ещё в глубокой древности, о чём свидетельствуют находившиеся в окрестностях курганы XI—XII веков.
Сельцо Выра упоминается среди населённых пунктов Никольского Грезневского погоста по переписи 1500 года.
Затем как деревня Vuira by — в Грезневском погосте в шведских «Писцовых книгах Ижорской земли» 1618—1623 годов.
Деревня Wuira обозначена на карте Ингерманландии А. И. Бергенгейма, составленной по материалам 1676 года.
Затем Выра упоминается на карте Санкт-Петербургской губернии Я. Ф. Шмидта 1770 года.
В XIX веке Выра была довольно большой почтовой станцией. В 1824 году здесь содержалось 55 почтовых лошадей — столько же, сколько их было на станциях Луги и Новгорода.

ВЫРА — станция принадлежит Марии Федотовне Данауровой, действительной тайной советнице и кавалерственной даме, число жителей по ревизии: 114 м. п., 139 ж. п.

ВЫРА — мыза принадлежит Марии Федотовне Данауровой, действительной тайной советнице и кавалерственной даме, при ней дворовых людей: 9 м. п., 8 ж. п. 

В оной:

а) Медно-плющильный завод.

б) Лесопильный завод.

в) Мельниц мукомольных две. (1838 год)

На картах Ф. Ф. Шуберта 1844 года и С. С. Куторги 1852 года обозначены деревни: Большая Выра, состоящая из 23 дворов и Малая Выра — из 25.
На этнографической карте Санкт-Петербургской губернии П. И. Кёппена 1849 года она обозначена как деревня «Wuiri», расположенная в ареале расселения савакотов. В пояснительном тексте к этнографической карте она записана как деревня Wuiri (Выра), финское население которой по состоянию на 1848 год составляли савакоты — 46 м. п., 62 ж. п., всего 108 человек, а также присутствовало русское население, количество которого не указано.

ВЫРЫ — деревня тайного советника Донаурова, по почтовому тракту, число дворов — 42, число душ — 122 м. п. (1856 год)

Согласно «Топографической карте частей Санкт-Петербургской и Выборгской губерний» в 1860 году деревня Большая Выра состояла из 22 крестьянских дворов, в ней находилась Станция Выра. Смежно располагалась Малая Выра.

ВЫРА — мыза владельческая при реке Оредежи, число дворов — 1, число жителей: 2 м. п., 2 ж. п.

ВЫРА — деревня удельная при реке Оредежи, число дворов — 48, число жителей: 115 м. п., 151 ж. п.;
Почтовая станция. (1862 год)

В 1863—1871 годах временнообязанные крестьяне деревни выкупили свои земельные наделы у М. А. Быковой и стали собственниками земли. Дочь А. А. Бистрома Мария Антоновна (1829—?) в первом браке была замужем за тайным советником В. М. Быковым, после смерти которого вышла в 1864 году замуж за М. Н. Любощинского.
Сборник Центрального статистического комитета описывал её так:

ВЫРА — деревня бывшая владельческая при реке Оредеже, дворов — 51, жителей — 250; волостное правление (до уездного города 48 вёрст), школа, 2 лавки, спичечная фабрика. (1885 год).

В 1874 году М. А. Любощинская продала часть усадьбы О. Н. Рукавишниковой. Согласно материалам по статистике народного хозяйства Царскосельского уезда 1888 года, мыза Выра площадью 9917 десятин принадлежала жене действительного тайного советника М. А. Любощинской, она была приобретена до 1868 года, мельницу, две дачи с мебелью, смолокуренный завод, охоту и право драть кору, хозяйка мызы сдавала в аренду. Вторая мыза Выра площадью 158 десятин принадлежала жене статского советника О. Н. Рукавишниковой, она была приобретена в 1874 году за 5000 рублей. Кроме того, имение при селении Выра площадью 8 десятин принадлежало мещанину А. С. Филимонову, оно было приобретено до 1868 года, две дачи хозяин сдавал в аренду. Имение Выра с пустошами Веряжка и Лосий Верх и заводом в селе Рождествене общей площадью 3206 десятины принадлежало купцу И. Ф. Чикину, оно было приобретено четырьмя частями с 1865 по 1882 год за 48 725 рублей. В имении находился медеплавильный и медепрокатный завод для патронной фабрики. Три дачи сдавались в аренду.
В конце XIX — начале XX века деревня административно относилась к Рождественской волости 2-го стана Царскосельского уезда Санкт-Петербургской губернии. Население деревни было смешанным — финско-русским.
По данным «Памятной книжки Санкт-Петербургской губернии» за 1905 год мыза Выра площадью 7313 десятин принадлежала купцу 1-й гильдии Лейбе Залмановичу Берлину и купцу 2-й гильдии Иосифу Абрамовичу Янкелевичу. 158 десятин из имения принадлежали наследникам жены тайного советника Ольги Николаевны Рукавишниковой. 10 десятин принадлежали наследникам статского советника Арсения Михайловича Шишкова. Кроме того участками земли в имении владели: «Общество крестьян деревни Замостье», «Общество крестьян деревни Межно», «Общество крестьян деревни Поддубские Харчевки» и «Общество крестьян деревни Новое Поддубье».
В 1913 году деревня насчитывала 66 дворов.
В начале XX века, до 1917 года, Выра была Петербургским имением Набоковых, о чём рассказывает писатель Владимир Владимирович Набоков в «Других берегах». Также к ним относилось имение в Батово и Рождествено, доставшееся юному Набокову по наследству от его дяди Василия Ивановича Рукавишникова.
В ходе Гражданской войны здесь, 29 мая 1919 года, бывший Семёновский полк перешёл от красных на сторону белых и погиб комиссар рабочей бригады, член исполкома Раков. Впоследствии этим событиям поэт Николай Тихонов посвятил одну из лучших своих поэм «Выра» (1927), а именем Ракова была названа улица в Ленинграде.
С 1917 по 1923 год деревня Выра входила в состав Вырского сельсовета Рождественской волости Детскосельского уезда.
С 1923 года в составе Гатчинского уезда.
Согласно данным переписи населения СССР 1926 года в деревне Выра Вырского сельсовета Рождественской волости Троцкого уезда проживали 452 человека, большинство русские, а также финны и поляки.
С 1927 года в Гатчинском районе.
С 1928 года в Меженском сельсовете. В 1928 году население деревни Выра также составляло 452 человека.
С 1930 года в Рождественском сельсовете.
По данным 1933 года деревня Выра входила в состав Рождественского сельсовета Красногвардейского района.

План деревни Выра. 1939 год

Согласно топографической карте 1939 года деревня насчитывала 154 двора. На северной окраине деревни находилась школа, на западной — санаторий «Песчанка» и скотный двор.
Деревня была освобождена от немецких оккупантов 30 января 1944 года.
В 1958 году население деревни Выра составляло 348 человек.
По данным 1966, 1973 и 1990 годов деревня Выра также входила в состав Рождественского сельсовета Гатчинского района.
В 1972 году в Выре в бывших корпусах почтовой станции был открыт музей «Дом станционного смотрителя». 
В 1997 году в деревне проживали 248 человек, в 2002 году — 257 человек (русские — 94 %), в 2007 году — 294, в 2010 году — 357.
В 2018—2022 годах была проведена реставрация музейного комплекса «Дом станционного смотрителя».
В 2023—2024 годах при прокладке газовой трубы в деревне были найдены и перезахоронены останки 731 военнопленного транспортного сортировочного лагеря Дулаг-140, при этом определены только четыре имени погибших.

## География
Деревня расположена в юго-западной части района на автодороге Р23 «Псков» (E 95, Санкт-Петербург — граница с Белоруссией) в месте пересечения её автодорогой 41А-003 (Кемполово — Выра — Шапки).
Расстояние до административного центра поселения, села Рождествено — 2,5 км.
Расстояние до ближайшей железнодорожной станции Сиверская — 7 км.
Деревня находится на реке Оредеж.

## Демография
| 1862 | 2007 | 2010 | 2011 | 2017 |
| ---- | ---- | ---- | ---- | ---- |
| 266  | ↗294 | ↗357 | ↘287 | ↘285 |

### Национальный состав
Согласно данным Всероссийской переписи населения 2021 года в деревне проживали 474 человека, из них:
 русские — 435, арабы — 3, таджики — 3, киргизы — 2, узбеки — 2, украинцы — 1, другие национальности — 2 человека, остальные национальность не указали.

## Предприятия и организации
- Детский сад
- Продовольственный магазин
- Трактир «У Самсона Вырина»
- Производство пиломатериалов
- ООО СТО «Автопилот»
- ООО «Выра-Лес» — заготовка, обработка и продажа лесоматериалов

## Транспорт
Деревня расположена на пересечении автодорог:
- М20 (E 95) Санкт-Петербург — Псков — граница с Белоруссией
- Р40 Кемполово — Вырица — Шапки

Ближайшая железнодорожная станция — Сиверская, расположена к востоку от деревни.
От Гатчины до Выры можно доехать на автобусе № 531, от Сиверского — на автобусах № 121-Т, 500 и 502.

## Достопримечательности
- Музей «Дом станционного смотрителя».
- Близ деревни находится курганно-жальничный могильник XI—XIV веков[39].

## Фото

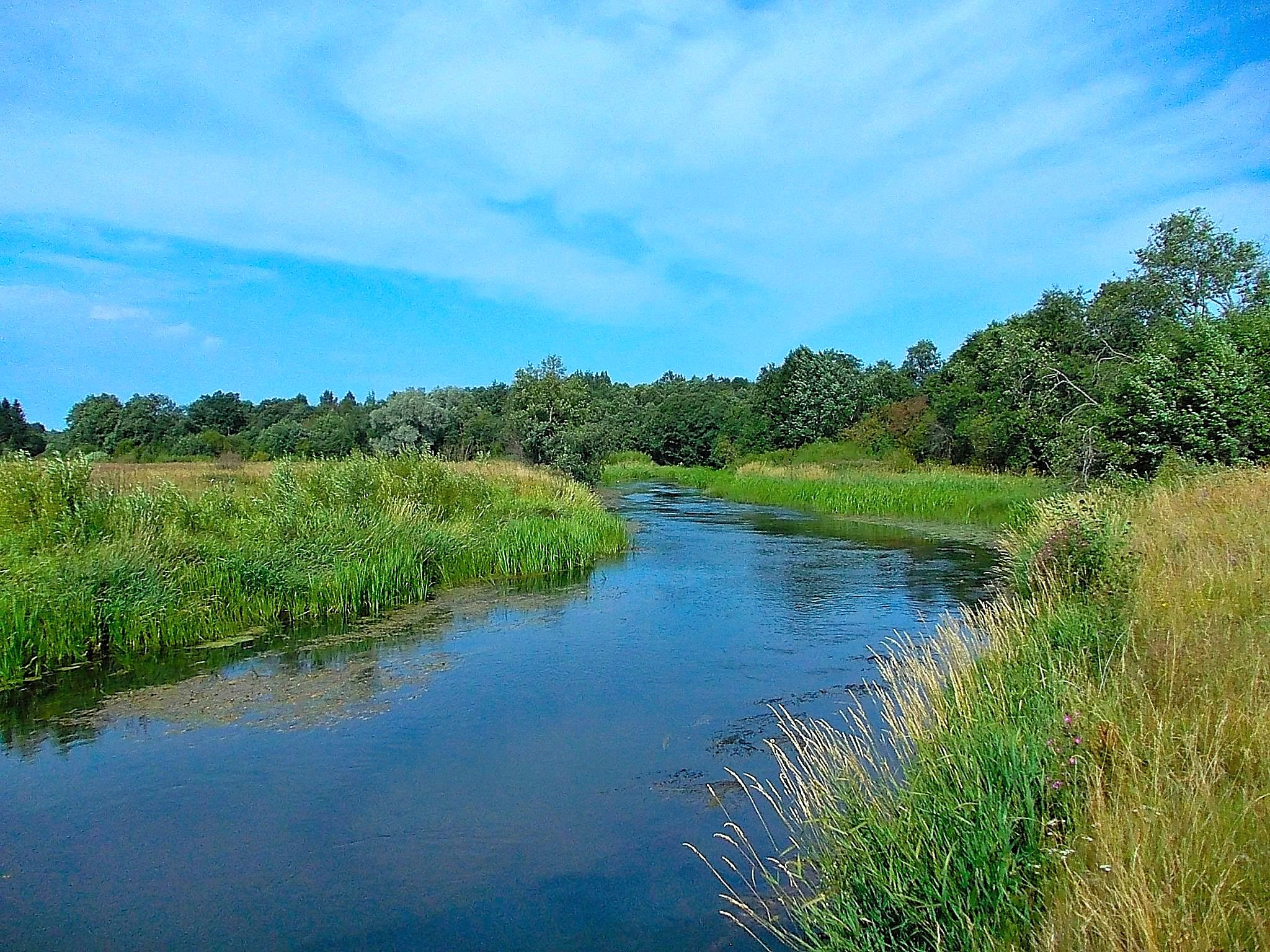
Река Оредеж у деревни Выра
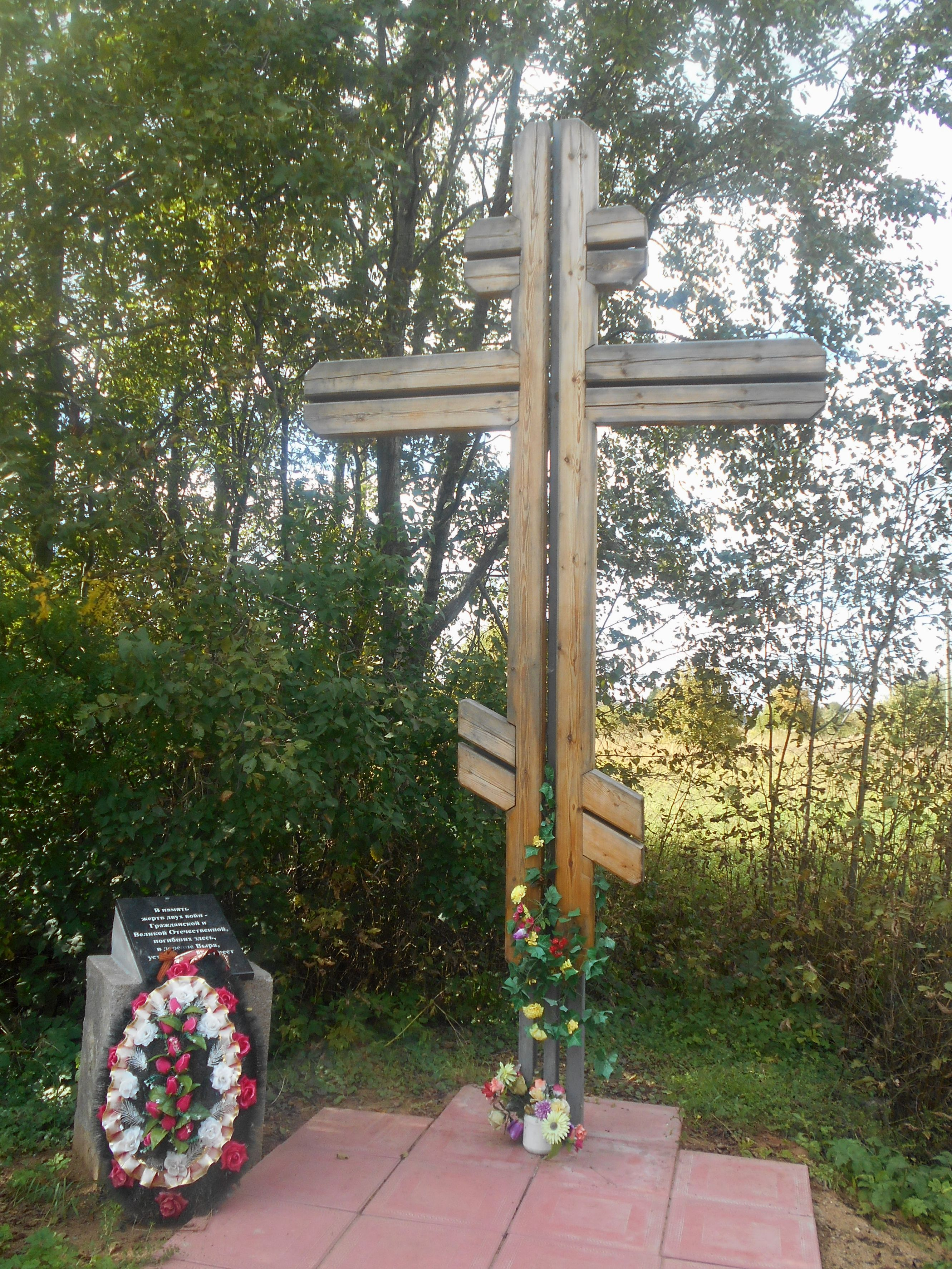
Мемориал в честь участников боёв за Петроград
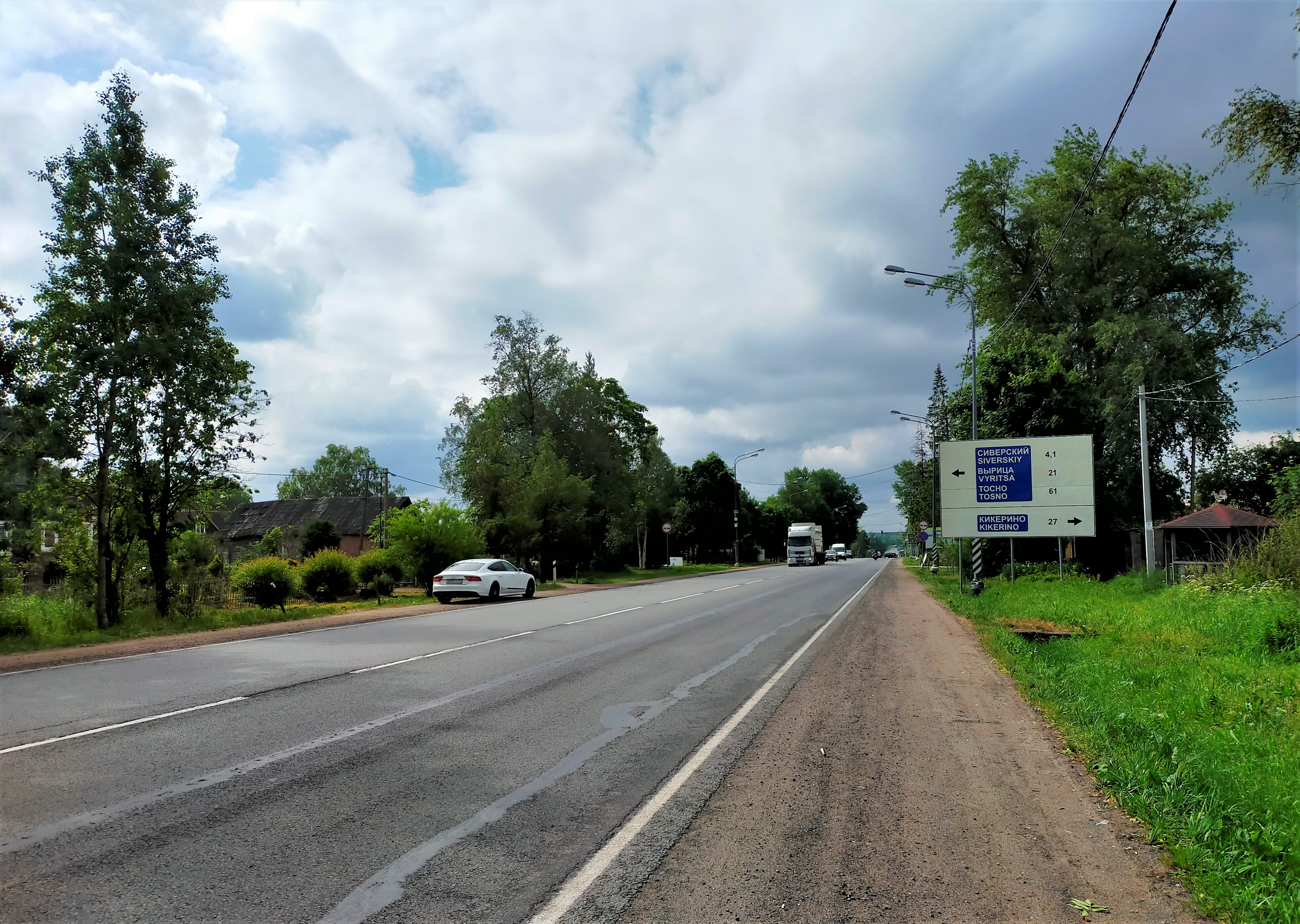
Деревня Выра, автодорога Р23

## Улицы
Береговая, Большой проспект, Мурманская, Сосновая, Старая Выра.

## Садоводства
Дачная Выра.